# Pontelatone
Pontelatone är en ort och kommun i provinsen Caserta i regionen Kampanien i Italien. Kommunen hade 1 680 invånare (2017).
Pontelatone  är en kommun i provinsen Caserta, i regionen Kampanien i Italien. Kommunen hade 1 680 invånare (2017) och gränsar till kommunerna Bellona, Camigliano, Capua, Castel di Sasso, Formicola, Liberi samt Roccaromana.